# Casa de Huéspedes (Tharsis)
La casa de Huéspedes es un edificio de carácter histórico situado en el municipio español de Alosno, en la provincia de Huelva, comunidad autónoma de Andalucía. Construido durante la primera mitad del siglo XX como un hotel para alojar a visitantes, forma parte del llamado Pueblo Nuevo de Tharsis.

## Historia
En 1866 la Tharsis Sulphur and Copper Company Limited se asentó en la cuenca minera de Tharsis-La Zarza, con el objetivo de explotar sus históricos yacimientos. En 1913 la empresa puso en marcha la construcción del denominado Pueblo Nuevo de Tharsis, un área residencial destinada a acoger al «staff» británico. En esta zona se levantaron una serie una serie de edificaciones singulares tales como la Casa de Huéspedes, dedicada esta última a servir como pequeño Hotel para los técnicos o el consejo de administración de la compañía de Tharsis durante sus visitas a las minas. A finales de la década de 2000 se realizaron diversas obras de rehabilitación en la Casa de Huéspedes con el fin de adecuarla como una Casa Rural.
Desde 2014 el edificio está inscrito en el Catálogo General del Patrimonio Histórico Andaluz y cuenta con la catalogación de Bien de Interés Cultural.